# Dean Cetrulo
Diaz Victor "Dean" Cetrulo (ur. 24 lutego 1919 w Newark, zm. 9 maja 2010 w Bay Head) – amerykański szablista i florecista, brązowy medalista olimpijski.
Wstąpił do United States Air Force i w stopniu porucznika walczył w II wojnie światowej. Został zestrzelony nad Włochami i dostał się do niemieckiej niewoli. Uciekł z obozu jenieckiego i ukrywał się w okolicach Neapolu do czasu wyzwolenia miasta przez aliantów.
Na igrzyskach olimpijskich w Londynie w 1948 roku Amerykanie w składzie: Norman Cohn-Armitage, George Worth, Tibor Nyilas, Dean Cetrulo, Miguel de Capriles i James Flynn wywalczyli brązowy medal w szabli drużynowej. W zawodach indywidualnych dotarł do półfinałów. Wystartował tam też we florecie, zajmując czwarte miejsce drużynowo, a indywidualnie odpadając w półfinałach.
Nie zdobył medalu mistrzostw świata.